# Peter Glenville
Peter Glenville, właśc. Peter Patrick Brabazon Browne (ur. 28 października 1913 w Londynie; zm. 3 czerwca 1996 w Nowym Jorku) – brytyjski reżyser i aktor filmowy i teatralny. Nakręcił m.in. dwunastokrotnie nominowany do Oscara film historyczny Becket (1964), z Peterem O’Toole’em i Richardem Burtonem w rolach głównych, za który otrzymał nominację do Oscara za najlepszą reżyserię.